# Bataille de Shinohara
Guerre de Genpei
Batailles
- Uji (1re)
- Nara
- Ishibashiyama
- Fujigawa
- Sunomata
- Yahagigawa
- Hiuchi
- Kurikara
- Shinohara
- Mizushima (navale)
- Fukuryūji
- Muroyama
- Hōjūjidono
- Uji (2e)
- Awazu
- Ichi-no-Tani
- Kojima
- Yashima (navale)
- Dan-no-ura (navale)

La bataille de Shinohara (篠原の戦い, on trouve aussi Shinowara) est un épisode de la guerre de Genpei.
À la suite de la bataille de Kurikara, Minamoto no Yoshinaka engagea le combat avec les troupes en fuite de Taira no Munemori. Un duel d'archerie entre les champions de chaque camp précéda la bataille proprement dite, durant laquelle se passèrent plusieurs combats singuliers restés célèbres. Yoshinaka remporta la victoire, mais parmi les morts se trouvait son vieux vassal Sanemori Saitō, qui avait teint ses cheveux en noir pour paraître plus jeune.